# Peribszen
Széth-Peribszen (ur.: k.b. i. e. 28. század) ókori egyiptomi fáraó, a korai dinasztikus kor II. uralkodódinasztiájának tagja. Pontos helye a dinasztia történetében tisztázatlan. Ismeretlen az is, hogy pontosan ki uralkodott előtte és utána.
Halotti sztéléje, mely a British Museumban található egy Széth-állatot ábrázol a sokkal közkedveltebb Hórusz helyett, ez pedig arra enged következtetni, hogy uralma nem terjedt ki egész Egyiptomra.
Bizonyos régészeti leletek arra utalnak, hogy Egyiptom Széth-Peribszen alatt kettéosztott volt és ő csak a birodalom egy része fölött uralkodott. Az ország felosztásának okait és Széth-Peribszen esetleges társuralkodóinak kilétét egyiptológusok máig kutatják. Számos más lelet azonban nem támasztja alá egy megosztott birodalom meglétét, így a kutatók körében az ország egységének kérdése vitatott. Az egységet vallók szerint az ország felosztása mindössze közigazgatási és vallásszervezési alapon történt és Széth-Peribszen mindvégig egész Egyiptom felett uralkodott.
Két nézet terjedt el: vagy elődje volt Szekhemib-Perenmaatnak vagy egy és ugyanazon személy voltak.
Széth-Peribszen sírja az Abüdosz melletti Umm el-Kaáb királyi temetőben található. Ez a sír tartalmazza az első teljes mondatot, melyet hieroglifákkal írtak. Sírját az első átmeneti korban sírrablók rongálták meg, később a középbirodalom során legalább kétszer helyreállították.

## Név
Peribszen királyi neve kuriózumnak szamit az egyiptológusok körében. A fáraók hagyományosan olyan nevet választottak, amely a sólyom isten Hóruszhoz kötődik vagy rá utal. A Hóruszt jelképező sólyom a király nevét körülvelő, a királyi palotát jelképzető szerekh keret felett ült. Peribszen neve ezzel ellentétben a Széthez kapcsolható, aki az egyiptomi hitvilág szerint Hórusz nagybátyja és ősi ellensége volt. Peribszen szerekje fölött igy a Széthet képviselő, sakálhoz vagy agárhoz hasonlitó képzeletbeli állat található. Bár Peribszen az egyetlen egyiptomi fáraó, akinek szerekje fölött Szét őrködik, nem ő az egyedüli, aki ezzel az istennel azonositotta uralmát. A XIII. dinasztiában Széth Meribré, a XIX. dinasztiában I. és II. Széthi, a XX. dinasztiában pedig Széthnaht vette fel az isten nevét.

## Uralkodás
Bizonyos régészeti leletek arra utalnak, hogy az egyiptomi állam kettéosztott volt Peribszen uralkodásakor. Egyiptológusok azonban máig vitáznak arról, hogy Peribszen előde miért oszthatta fel a királyságot és vajon Peribszen Egyiptom egésze felett uralkodott-e.
Néhány egyiptológus szerint Ninetjer, a II. dinasztia harmadik uralkodója és Peribszen előde kettéosztotta az országot, mivel az egyesített királyság államigazgatása elburjánzott és irányíthatatlanná vált. Ninetjer így két utódot választott és rájuk hagyta a két országrészt abban bízva, hogy az ország irányítása így könnyebbé válik. Ezen egyiptológusok szerint Peribszen királysága Nagadától Elephantiné szigetéig húzódott, ettől északabbra egy másik király uralkodott.
Egyiptológusok az újbirodalomból származó, Egyiptom királyait felsoroló listák közötti eltérésekből is arra következtetnek, hogy Peribszen egy társuralkodóval osztozott az ország irányításán. Egyes egyiptológusok szerint a palermói kő bizonyítja a megosztottságot, mivel Ninetjer 12. uralkodási évétől a „Felső- és Alsó-Egyiptom királya megjelenik” feljegyzéseket az „Alsó-Egyiptom királya megjelenik” feljegyzés váltotta. Ez azt támaszthatja alá, hogy Ninetjer hatalma országa felett meggyengült. Más királylisták a Perbiszen előtt uralkodó Szenedzs fáraó uralkodásáig megegyeznek, utána azonban különböznek. A szakkarai és torinói királylista szerint a Szenedzs utáni három egymást követő uralkodó I. Noferkaré, Noferkaszokar és I. Hudzsefa voltak. Az abüdoszi királylista Szenedzs után rögtön Haszehemuit tartja számon, aki Peribszen után uralkodhatott.
Megint mások a III. dinasztiabeli Dzsószer király nekropoliszában talált kőedények feliratait vélik az ország megosztása bizonyítékának. Az itteni sírokban feliratokon Szeneferka, Nubnofer, Uneg, Hór-Ba és Sza királyok nevei szerepelnek néhány helyen, közülük Nubnofer, Hór-Ba és Sza királyokról vajmi keveset tudni. Bizonyos egyiptolósok ezért azt gondolják, hogy ők a Felső-Egyiptomot uraló Peribszennel és Szekhemib-Perenmaattal egyidejűleg uralkodtak Alsó-Egyiptom fölött.

## Sírhely

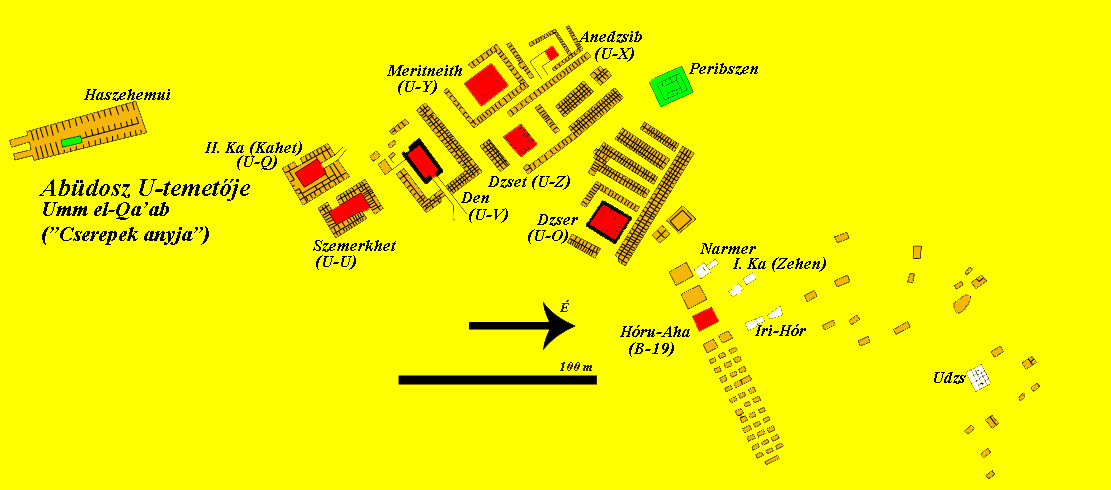
Az abüdoszi temető (Umm el-Kaáb) Peribszen sírjával

Peribszent az abüdosz közelében fekvő Umm el-Kaáb királyi temetőben temették el.  A 2001–2004 között végzett régészeti feltárások felfedték, hogy Peribszen sírját a temetőben fekvő többi király sírjával ellentétben sietve építették. A sírt egyszerre, megszakítás nélkül építették, falait hanyagul vakolták be. Az építők gondatlansága miatt a sír a századok folyamán többször beomlott és a Középbirodalom idején legalább kétszer helyre kellett állíttatni.

## Lásd még
- Fáraók listája

## Külső hivatkozások
| Előző uralkodó: Uadzsnesz (?) Szenedzs (?) Szekhemib (?) | Egyiptom uralkodója i. e. 28. század II. dinasztia | Következő uralkodó: Szenedzs (?) Szekhemib (?) Haszehemui (?) |